# Operace Sentinelle

Logo operace Sentinelle

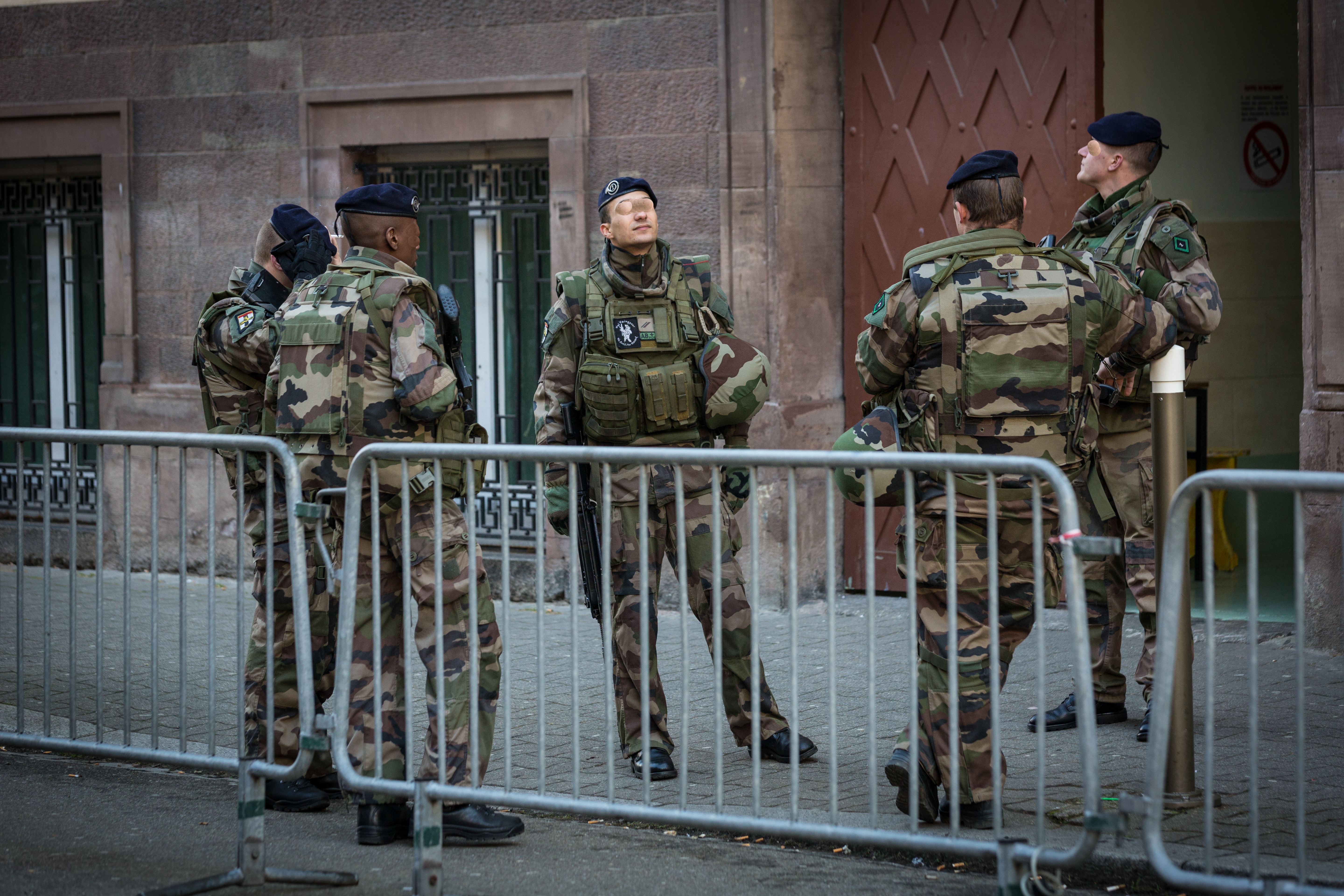
Vojáci během operace Sentinelle chrání židovskou školu ve Štrasburku, únor 2015.

Operace Sentinelle (francouzsky Opération Sentinelle) je francouzská vojenská operace zahrnující 10 000 vojáků a 4700 policistů z Gendarmerie nationale, která je aktivní od 12. ledna 2015. Byla vyhlášena po útocích v regionu Île-de-France. Celkem 154 jednotek je rozmístěno na 722 místech k ochraně citlivých míst a objektů před teroristickými útoky, jako jsou sakrální stavby, školy, veřejné budovy, divadla, muzea, památky, trhy, metro, vlaková nádraží, letiště, diplomatické a konzulární mise a média. Jsou střežena 24 hodin denně. Kromě francouzského protiteroristického plánu Vigipirate posiluje bezpečnost na francouzském území operace Sentinelle, o které rozhodl tehdejší francouzský prezident François Hollande. Byla vyhlášena kvůli teroristickým útokům v listopadu 2015 v Paříži a je v neustálé pohotovosti kvůli pokračujícím teroristickým útokům ve Francii. V Île-de-France je nasazeno 6500 pohotovostních sil a 3500 na zbývajícím území. Patří k nim také 1500 příslušníků francouzského námořnictva, kteří maří námořní útoky, a 1000 členů francouzských vzdušných sil, kteří mají za úkol zajišťovat bezpečnost francouzského vzdušného prostoru.
Po útoku v Nice oznámil dne 29. října 2020 prezident Emmanuel Macron, že zvýší počet sil mimo Paříž na 7000.